# This Is The One
《This Is the One》(디스 이즈 더 원)은 일본계 미국인 대중음악 싱어송라이터 우타다 히카루의 세 번째 미국 정규 음반이다. 원래 2009년 3월 4일 일본에서 발매 예정이었지만 2009년 3월 14일로 연기됐다. 미국에선 2009년 3월 24일 디지털 다운로드로 발매됐으며, 2009년 5월 14일 콤팩트 디스크로 발매됐다. 이 음반은 일본 오리콘 인터내셔널 음반 차트에서 1위를 차지했으며, 주간 차트에선 3위를 차지했다. 미국에선 빌보드 200에서 69위를 기록했다.

## 배경
2007년 10월 23일, 우타다는 자신의 블로그에 미국 음반과 5번째 일본 정규 음반 작업을 동시에 시작한다고 글을 올렸다.

## 수록곡
1. Come Back To me
2. Me Muero
3. Merry Christmas Mr. Lawrence - FYI
4. Apple and Cinnamon
5. Taking My Money Back
6. This One (Crying Like a Child)
7. Automatic Part II
8. Dirty Desire
9. Poppin
10. On and On

일본판 보너스 트랙
1. Come Back To Me (Seamus Haji & Paul Emanuel Radio Edit)
2. Come Back To Me (Quentin Harris Radio Edit)

미국판 보너스 트랙 (CD판에만 수록)
1. Simple and Clean
2. Sanctuary (Opening)
3. Sanctuary (Closing)

## 차트 순위
| 차트                                     | 최고순위 | 판매량  | 음반 판매량 인증 |
| ---------------------------------------- | -------- | ------- | ---------------- |
| 일본 오리콘 주간                         | 3        | 242,657 | 플래티넘         |
| 일본 오리콘 인터내셔널                   | 1        | 242,657 | 플래티넘         |
| 중화민국 인터내셔널                      | 5        |         |                  |
| 중화민국 서양                            | 2        |         |                  |
| 미국 빌보드 200                          | 69       | 17,000  |                  |
| 미국 빌보드 톱 히트시커                  | 6        | 17,000  |                  |
| 미국 빌보드 톱 히트시커 (Pacific)        | 2        | 17,000  |                  |
| 미국 빌보드 톱 히트시커 (Middle Atlanic) | 3        | 17,000  |                  |
| 미국 빌보드 Comprehensive 음반           | 71       | 17,000  |                  |
| 미국 빌보드 톱 인터넷 음반               | 17       | 17,000  |                  |

## 발매 기록
| 국가     | 발매일                   |
| -------- | ------------------------ |
| 일본     | 2009년 3월 14일          |
| 캐나다   | 2009년 3월 24일 (디지털) |
| 캐나다   | 2009년 6월 23일 (CD)     |
| 한국     | 2009년 3월 24일          |
| 홍콩     | 2009년 3월 24일          |
| 중화민국 | 2009년 3월 24일          |
| 타이     | 2009년 4월 2일           |
| 미국     | 2009년 3월 24일 (디지털) |
| 미국     | 2009년 5월 12일 (CD)     |